# Storme Moodie
Pour les articles homonymes, voir Moodie.
Storme Cheryl Moodie, née le 24 mars 1974, est une nageuse zimbabwéenne.

## Carrière
Storme Moodie remporte aux Jeux africains de 1987 à Nairobi la médaille d'argent sur 100 mètres dos et 200 mètres dos
Aux Jeux africains de 1991 au Caire, elle est médaillée d'or du relais 4 x 100 mètres quatre nages et médaillée d'argent du 100 mètres dos ainsi que du 200 mètres dos.
Elle dispute ensuite les Jeux olympiques d'été de 1992 à Barcelone, nageant les séries du 100 et 200 mètres dos.

## Famille
Elle est la sœur de la nageuse Teresa Moodie.